# Ruud Stokvis
Rudolf Stokvis, detto Ruud (Amsterdam, 24 aprile 1943), è un ex canottiere olandese.

## Palmarès

### Olimpiadi
- 1 medaglia:
  - 1 bronzo (Monaco di Baviera 1972 nel due senza)

### Mondiali
- 1 medaglia:
  - 1 bronzo (Bled 1966 nel quattro senza)